# Rally Serras de Fafe e Felgueiras
El Rally Serras de Fafe e Felgueiras (conocido anteriormente como Rali Serras de Fafe, Rali FC Porto, Rallye às Antas), es una prueba de rally que se disputa anualmente en Portugal. El rally se disputó por primera vez en 1955 como Rallye às Antas y a partir de 1968 como el Rali às Barragens Norte.
En 2021 ya como el Rally Serras de Fafe e Felgueiras pasó a formar parte del Campeonato de Europa de Rally. Se iba a realizar del 12 al 14 de marzo como la primera fecha de la temporada, pero por pedido de la Federación Portuguesa de Automovilismo se cambió su fecha a los días 23, 24 y 25 de septiembre, siendo nuevamente cambiada para disputarse del 1 al 3 de octubre como la sexta fecha del campeonato.

## Palmarés
| Año           | Edición                                                                              | Piloto                     | Copiloto                | Vehículo                    | Serie    |
| ------------- | ------------------------------------------------------------------------------------ | -------------------------- | ----------------------- | --------------------------- | -------- |
| 1955          | 1. Rallye às Antas                                                                   | Ernesto Martorell          | Bandera de ?            | Denzel                      |          |
| 1956          | 2. Rallye às Antas                                                                   | António Leitão de Oliveira | Bandera de ?            | AC                          |          |
| 1957          | 3. Rallye às Antas                                                                   | Abílio Correia Lobo        | Bandera de ?            | Alfa Romeo                  |          |
| 1958          | 4. Rallye às Antas                                                                   | António Leitão de Oliveira | Bandera de ?            | AC                          |          |
|               |                                                                                      |                            |                         |                             |          |
| 1968          | Rali às Barragens Norte                                                              | José Bernardino Lampreia   | Santos Vilalobos        | Renault 8 Gordini           | POR      |
| 1969          | 5. Rali às Antas                                                                     | Mabílio de Albuquerque     | Pedro Cameira           | Porsche 911                 | POR      |
| 1970          | 6. Rallye às Antas                                                                   | Francisco Santos           | Silva da Nogueira       | Ford Escort Twin Cam        | POR      |
| 1971          | 7. Rallye às Antas                                                                   | Giovanni Salvi             | José Arnaud             | Porsche 911 L               | POR      |
| 1972          | 8. Rallye às Antas                                                                   | António Carlos Oliveira    | Eduardo Bon de Sousa    | Datsun 240Z                 | POR      |
| 1973          | 9. Rali às Antas                                                                     | Luís Netto                 | Manuel Coentro          | Fiat 124 Spider             | POR      |
| 1976          | 10. Rali às Antas                                                                    | António Diegues            | Henrique Alegria        | Opel 1904 SR                | POR      |
| 1977          | 11. Rali Arbo                                                                        | Jorge Ortigão              | Miguel Sottomayor       | Opel 1904 SR                | POR      |
| 1978          | 12. Rali Internacional Arbo                                                          | Jorge Ortigão              | Miguel Sottomayor       | Opel 1904 SR                | POR      |
| 1979          | 13. Rali Internacional do Futebol Clube do Porto                                     | Mário Silva                | José Nobre              | Ford Escort RS 1800 MKII    | POR      |
| 1980          | 14. Rali Internacional do Futebol Clube do Porto/RAR                                 | Mário Silva                | Pedro de Almeida        | Ford Escort RS 1800 MKII    | POR      |
| 1981          | 15. Rali do Futebol Clube do Porto                                                   | António Santinho Mendes    | Filipe Lopes            | Datsun Violet 160J          | POR      |
| 1982          | Rali Internacional Dão Lafões/FC Porto                                               | Joaquim Santos             | Miguel Oliveira         | Ford Escort RS 1800 MKII    | POR      |
| 1983          | Rali Internacional Dão/Lafões                                                        | João Santos                | Marques Manuel Almeida  | Fiat 131 Abarth             | POR      |
| 1984          | Rali Internacional Serra do Marão                                                    | Joaquim Santos             | Miguel Oliveira         | Ford Escort RS 1800 MKII    | POR      |
| 1985          | Rali Internacional Serra do Marão                                                    | Joaquim Moutinho           | Edgar Fortes            | Renault 5 Tour de Corse     | POR      |
| 1986          | Rallye do Porto                                                                      | Joaquim Moutinho           | Edgar Fortes            | Renault 5 Tour de Corse     | POR      |
| 1987          | Rallye do Porto                                                                      | Manuel Mello Breyner       | Alfredo Lavrador        | Renault 11 Turbo            | POR      |
| Rali do Porto |                                                                                      |                            |                         |                             |          |
| 1988          | 1. Rali do Porto                                                                     | Carlos Bica                | Fernando Prata          | Lancia Delta HF 4WD         | POR      |
| 1989          | 2. Rali do Porto                                                                     | Carlos Bica                | Fernando Prata          | Lancia Delta HF 4WD         | POR      |
| 1990          | 3. Rali Esso/Futebol Clube do Porto                                                  | António Coutinho           | Cândido Júnior          | Toyota Celica GT-4 (ST165)  | POR      |
| 1991          | 4. Rali Esso/Futebol Clube do Porto                                                  | Carlos Bica                | Fernando Prata          | Lancia Delta Integrale 16V  | POR      |
| 1992          | 5. Rali Esso/Futebol Clube do Porto                                                  | José Miguel                | Luís Lisboa             | Ford Sierra RS Cosworth 4x4 | POR      |
| 1993          | 6. Rali Internacional Esso/FC Porto                                                  | José Miguel                | António Manuel          | Ford Sierra RS Cosworth 4x4 | POR      |
| 1994          | 7. Rali Porto Petróleos/FC Porto                                                     | Fernando Peres             | Ricardo Caldeira        | Ford Escort RS Cosworth     | POR      |
| 1995          | 8. Rali Porto Petróleos/FC Porto                                                     | Fernando Peres             | Ricardo Caldeira        | Ford Escort RS Cosworth     | POR      |
| 1996          | 9. Rali Esso/Futebol Clube do Porto                                                  | Fernando Peres             | Ricardo Caldeira        | Ford Escort RS Cosworth     | POR      |
| 1997          | 10. Rali Esso/Futebol Clube do Porto                                                 | Fernando Peres             | Ricardo Caldeira        | Ford Escort RS Cosworth     | POR      |
| 1998          | 11. Rali Esso/Futebol Clube do Porto                                                 | Adruzilo Lopes             | Luís Lisboa             | Peugeot 306 Maxi            | POR      |
| 1999          | 12. Rally Esso/F.C. Porto                                                            | Pedro Matos Chaves         | Sérgio Paiva            | Toyota Corolla WRC          | POR      |
| 2000          | 13. Rally Esso/F.C. Porto                                                            | Adruzilo Lopes             | Luís Lisboa             | Peugeot 206 WRC             | POR      |
| 2001          | 14. Rallye F.C. Porto                                                                | Rui Madeira                | Fernando Prata          | Ford Focus RS WRC '01       | POR      |
| 2002          | 15. Rallye F.C. Porto                                                                | Miguel Campos              | Carlos Magalhães        | Peugeot 206 WRC             | POR      |
| 2003          | 16. Rallye F.C. Porto                                                                | Fernando PereS             | José Pedro Silva        | Ford Escort RS Cosworth     | POR      |
| 2004          | 17. Rallye F.C. Porto                                                                | Pedro Leal                 | Luís Ramalho            | Mitsubishi Lancer Evo VII   | POR      |
| 2005          | 18. Rallye F.C. Porto                                                                | Fernando Peres             | José Pedro Silva        | Mitsubishi Lancer Evo VIII  | POR      |
| 2006          | 19. Rallye F.C. Porto                                                                | Miguel Campos              | Carlos Magalhães        | Subaru Impreza STi N12      | POR      |
| 2007          | 20. Rallye F.C. Porto                                                                | Bruno Magalhães            | Paulo Grave             | Peugeot 207 S2000           | POR      |
| 2008          | 21. Rallye F.C. Porto                                                                | Bruno Magalhães            | Mário Castro            | Peugeot 207 S2000           | POR      |
| 2009          | 22. Rallye F.C. Porto                                                                | Bruno Magalhães            | Carlos Magalhães        | Peugeot 207 S2000           | POR      |
| 2010          | 23. Rallye Serras de Fafe                                                            | Bernardo Sousa             | Nuno Rodrigues da Silva | Peugeot 207 S2000           | POR      |
| 2011          | 24. Rallye Serras de Fafe                                                            | Vitor Lopes                | Hugo Magalhães          | Subaru Impreza STi N14      | POR      |
| 2012          | 25. Rallye Serras de Fafe                                                            | Pedro Peres                | Tiago Ferreira          | Mitsubishi Lancer Evo IX    | POR      |
| 2013          | 26. Rallye Serras de Fafe                                                            | Bernardo Sousa             | Hugo Magalhães          | Peugeot 207 S2000           | POR      |
| 2014          | 27. Rallye Serras de Fafe                                                            | Pedro Meireles             | Mário Castro            | Škoda Fabia S2000           | POR      |
| 2015          | 28. Rallye Serras de Fafe                                                            | Ricardo Moura              | António Costa           | Ford Fiesta R5              | POR      |
| 2016          | 29. Rali Serras de Fafe                                                              | José Pedro Fontes          | Inês Ponte              | Citroën DS3 R5              | POR      |
| 2017          | 30. Rali Serras de Fafe                                                              | Pedro Meireles             | Mário Castro            | Škoda Fabia R5              | POR      |
| 2018          | 31. Rali Serras de Fafe                                                              | Ricardo Moura              | António Costa           | Ford Fiesta R5              | POR      |
| 2019          | 32. Rallye Serras de Fafe                                                            | Dani Sordo                 | Carlos del Barrio       | Hyundai i20 R5              | POR      |
| 2020          | 33. Rallye Serras de Fafe e Felgueiras                                               | Armindo Araújo             | Luís Ramalho            | Škoda Fabia Rally2 evo      | POR      |
| 2021          | 34. Rally Serras de Fafe e Felgueiras                                                | Andreas Mikkelsen          | Elliott Edmondson       | Škoda Fabia Rally2 evo      | ERC, POR |
| 2022          | 35. Rally Serras de Fafe - Felgueiras - Cabreira e Boticas                           | Nil Solans                 | Marc Martí              | Volkswagen Polo GTI R5      | ERC, POR |
| 2023          | 36. Rally Serras de Fafe, Felgueiras, Boticas, Vieira do Minho e Cabeceiras de Basto | Hayden Paddon              | John Kennard            | Hyundai i20 N Rally2        | ERC, POR |
| 2024          | 37. Rali Serras de Fafe - Felgueiras - Boticas e Cabeceiras de Basto                 | Kris Meeke                 | James Fulton            | Hyundai i20 N Rally2        | POR      |

- POR – Campeonato de Portugal de Rally
- ERC – Campeonato de Europa de Rally